# Onimusha: Blade Warriors
Onimusha: Blade Warriors (Onimusha Buraiden au Japon) est un jeu vidéo de combat développé par Capcom Production Studio 2 et édité par Capcom en 2003 sur PlayStation 2.

## Système de jeu

Logo du jeu au Japon.

Onimusha: Blade Warriors est un jeu de combat au sabre, jouable jusqu'à quatre, inspiré de la série de jeux d'action Onimusha. Le joueur peut incarner 24 personnages au total dont les personnages principaux d' Onimusha: Warlords et d' Onimusha 2: Samurai's Destiny (Samanosuke, Kaede, Jubei...) ou encore des personnages secondaires et des créatures démoniaques. Il y a aussi quelques inédits.

Le jeu comprend quatre modes de jeu : Histoire, Combat, Mini-jeu et Entraînement.